# Protarchanara
Protarchanara is een geslacht van vlinders van de familie uilen (Noctuidae).

## Soorten
- P. abrupta (Eversmann, 1854)
- P. brevilinea

Stippelrietboorder (Fenn, 1864)